# Jerzykowice Wielkie

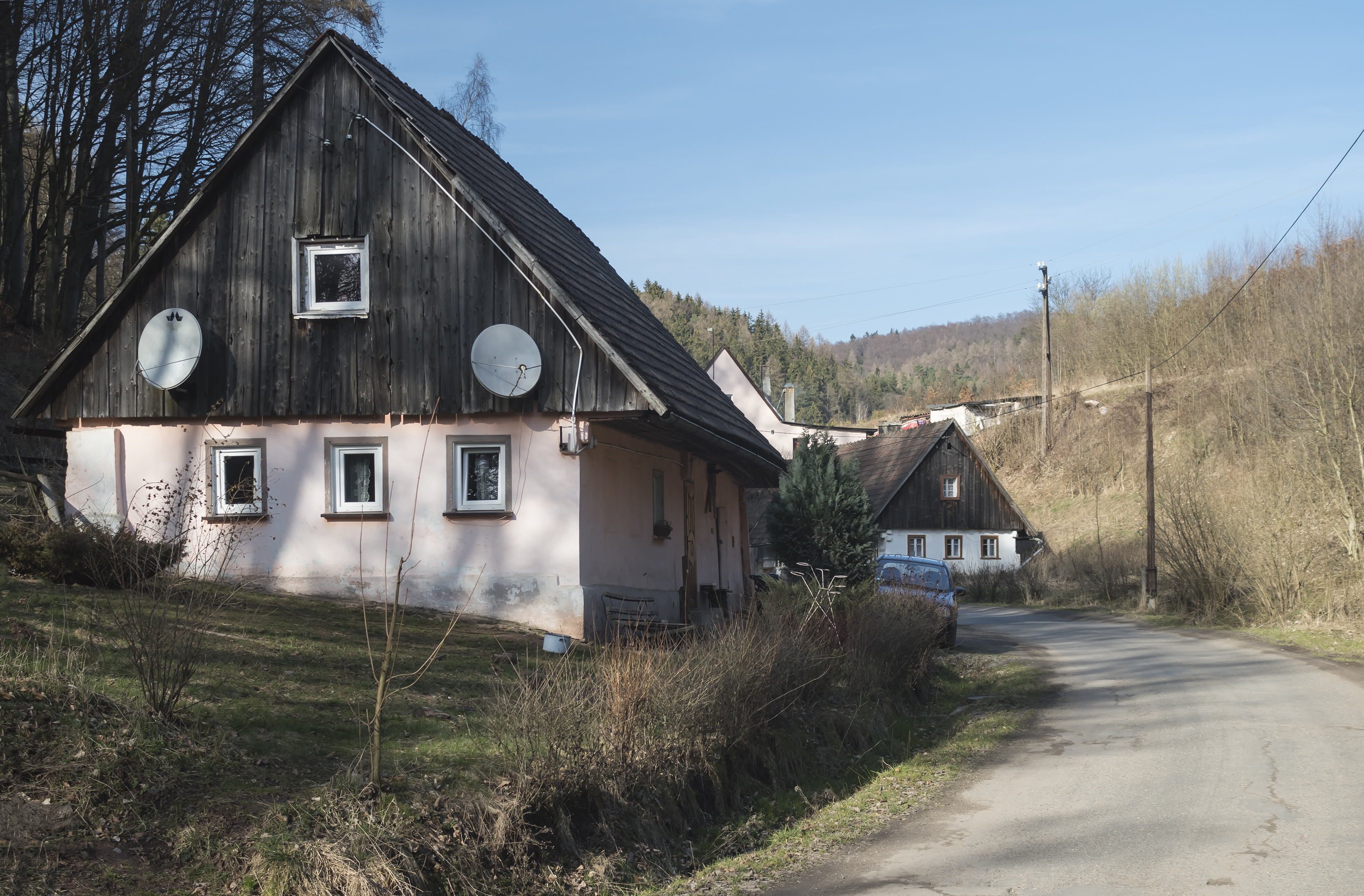
Domy w Jerzykowicach Wielkich

Jerzykowice Wielkie – wieś w Polsce, położona w województwie dolnośląskim, w powiecie kłodzkim, w gminie Lewin Kłodzki.

## Położenie
Jerzykowice Wielkie to luźno zabudowana wieś łańcuchowa, leżąca we Wzgórzach Lewińskich, pomiędzy wzniesieniami Błonie od zachodu i Skowron od wschodu, na wysokości około 470–500 m n.p.m.

## Podział administracyjny
W latach 1975–1998 miejscowość administracyjnie należała do województwa wałbrzyskiego.

## Historia
Jerzykowice Wielkie zostały założone w 1450 przez Jerzego z Podiebradów.. Wymieniono ją w 1454 roku jako Jerzikowiz. Początkowo wieś należała do państwa homolskiego, następnie do królewszczyzny, a w roku 1684 została kupiona przez właścicieli dóbr jeleniowskich. W XVIII wieku większość mieszkańców miejscowości zajmowała się tkactwem. W 1787 roku były tu 32 domy, w których działało 31 warsztatów płócienniczych. Pod koniec XIX wieku Jerzykowice Wielkie stały się punktem wyjścia na popularną wówczas Kruczą Kopę. W miejscowości powstała gospoda z miejscami noclegowymi.

## Zabytki
Do wojewódzkiego rejestru zabytków wpisana jest:
- drewniana dzwonnica alarmowa z 1847 roku[5].

## Turystyka
Wieś leży w otulinie Parku Narodowego Gór Stołowych. Atrakcje turystyczne to pobliski Szczeliniec i Błędne Skały.

Przez pobliskie wzgórza prowadzą dwa szlaki turystyczne:
- - zielony z Kudowy-Zdroju do Kruczej Kopy
- - czerwony Główny Szlak Sudecki z Kudowy-Zdroju do Dańczowa[5].